# مجلس سلطنة عمان
مجلس عُمان  مجلس يجمع كلّاً من مجلسي الشورى والدولة العمانيين، ويبين القانون اختصاصات كل منهما ومدته وأدوار انعقاده ونظام عمله. كما يحدد عدد أعضاءه والشروط الواجب توافرها فيهم، وطريقة اختيارهم أو تعيينهم، وموجبات إعفاءهم، وغير ذلك من الأحكام التنظيمية.

## أحكام مشتركة بين مجلسي الدولة والشورى
- مادة (1) :
 تكون لكل من مجلسي الدولة والشورى الشخصية الاعتبارية، كما يتمتع بالاستقلال الإداري والمالي ويكون مقره في محافظة مسقط.
- مادة (2) :
 مدة عضوية كل من مجلسي الدولة والشورى أربع سنوات ميلادية، تبدأ من التاريخ المحدد في مرسوم التعيين بالنسبة لمجلس الدولة، ومن إعلان النتائج النهائية للانتخابات بالنسبة لمجلس الشورى. وتنتهي العضوية بنهاية شهر سبتمبر الذي يسبق الفترة الجديدة للمجلسين، ما لم تزل قبل ذلك لأي سبب قانوني. يجوز تجديد العضوية لمدد أخرى مماثلة وفقا للقانون.
- مادة (3) :
 يقسم رئيس كل من مجلسي الدولة والشورى أمام جلالة السلطان، وقبل أن يتولى أعماله، ويقسم الأعضاء - كل أمام مجلسه - نفس اليمين قبل أن يتولى أعماله، وينص اليمين على:  «أقسم بالله العظيم أن أكون مخلصاً لسلطاني وبلادي، وأن أحترم النظام الأساسي  للدولة والقوانين النافذة، وأن أحافظ على سلامة الدولة وعلى المقومات الأساسية للمجتمع العُماني وقيمه الأصيلة، وأن أؤدي أعمالي في المجلس ولجانه بالأمانة والصدق».
- مادة (4) :
 تزول صفة العضوية عن عضو أي من مجلسي الدولة أو الشورى في الحالات التالية :

أ - إذا فقد أحد شروط العضوية.
ب - إذا فقد الثقة والاعتبار.
ج - إذا أخل بواجبات منصبه وفقا للأحكام المنظمة لذلك.
- مادة (5) :
 يكون لكل من مجلسي الدولة والشورى أمانة عامة تتكون من الأمين العام وعدد من المساعدين والموظفين. ويصدر بتعيين الأمين العام مرسوم سلطاني ويمنح الدرجة المخصصة لوكيل وزارة. يكون لكل من مجلسي الدولة والشورى دور انعقاد سنوي لا يقل عن ثمانية أشهر، ويجوز للرئيس أن يدعو إلى جلسات استثنائية إذا اقتضت الضرورة لذلك.يفتتح جلالة السلطان أدوار الانعقاد السنوية بجلسة مشتركة للمجلسين يلقى فيها خطابا ساميا وتبدأ الجلسات العادية لكل مجلس بعد هذه الجلسة.
- مادة (6) :
 يخصص مجلس الوزراء اجتماعيين سنويين، يحضر أحدهما رئيس وأعضاء مكتب مجلس الدولة ويحضر الآخر رئيس وأعضاء مكتب مجلس الشورى، وذلك بغرض متابعة مجالات التنسيق بين الحكومة من جهة وبين كل من مجلس الدولة ومجلس الشورى من جهة أخرى. ويجوز لمجلس الوزراء تشكيل لجنة مشتركة مع أي من مجلسي الدولة والشورى تتولى تنسيق العلاقة بين الحكومة والمجلس بما يخدم المصلحة العامة وخاصة فيما يتعلق بالتوصيات التي يحيلها جلالة السلطان إلى الحكومة لمعرفة رأيها في مدى إمكانية تنفيذها أو لتحديد أفضل السبل للاستفادة منها. كما تتولى اللجنة الإعداد للاجتماع التنسيقي السنوي المشار إليه في الفقرة السابقة.
- مادة (7) :
 تقوم الوزارات والجهات الحكومية والهيئات والمؤسسات العامة بالتعاون مع كل من مجلسي الدولة والشورى لتسهيل مهامه، وتقدم له ما يطلبه من بيانات أو معلومات تتعلق بالمسائل التي تدخل في اختصاصه.
- مادة (8) :
 يرفع رئيس كل من مجلسي الدولة والشورى إلى جلالة السلطان تقريرا سنويا بنتائج أعمال المجلس الذي يرأسه.
- مادة (9) :
 تحدد مخصصات رئيس كل من مجلسي الدولة والشورى ومكافآت الأعضاء بمقتضى أوامر سلطانية.